# Maladera pishana
Maladera pishana är en skalbaggsart som beskrevs av Kobayashi 1991. Maladera pishana ingår i släktet Maladera och familjen Melolonthidae. Inga underarter finns listade i Catalogue of Life.